# Peter Pelikan
Peter Pelican (ur. 29 października 1941 w St. Pölten, Dolna Austria) – architekt austriacki, specjalizujący się w realizacji projektów architektonicznych znanych artystów, głównie Friedensreicha Hundertwassera. 

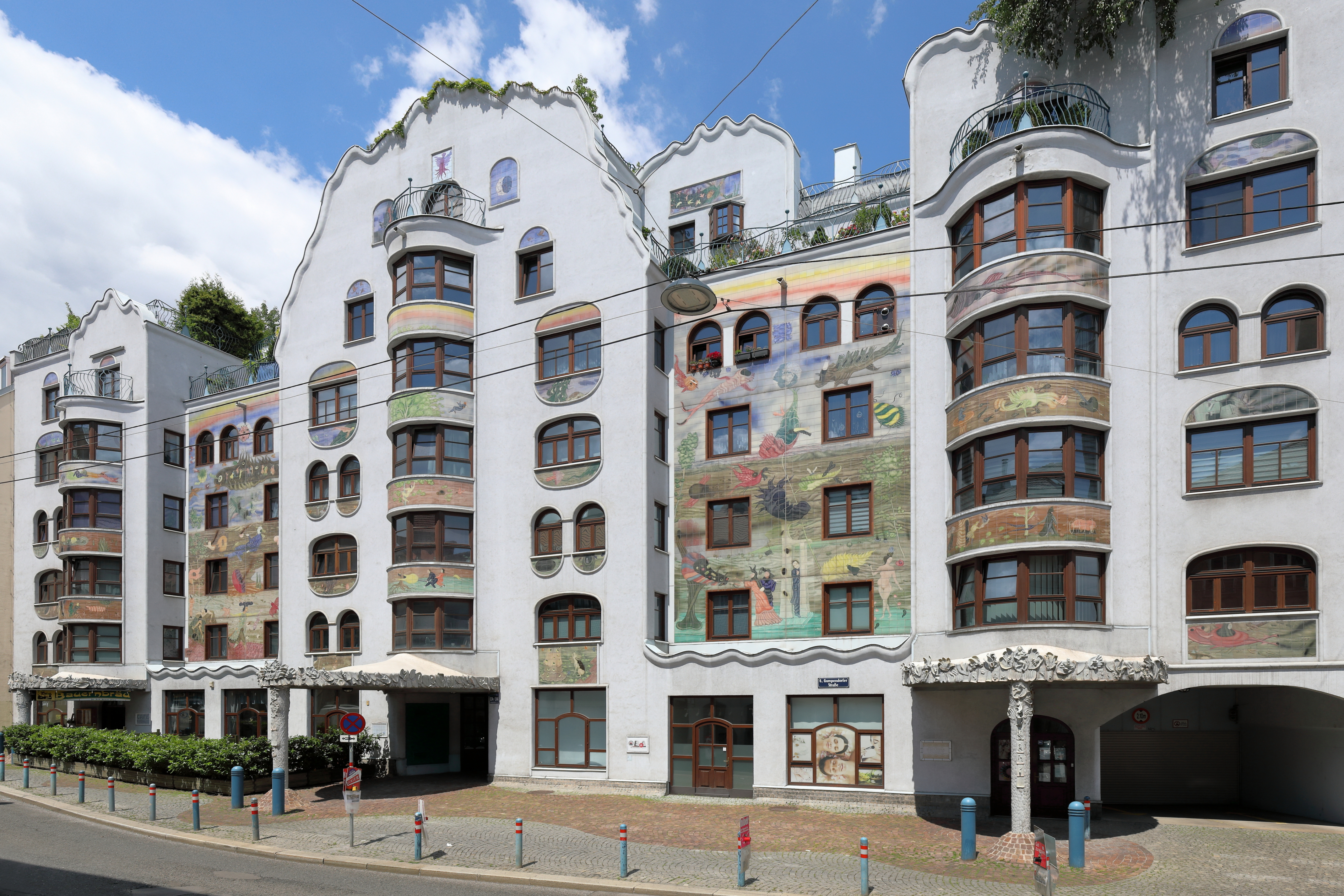
Fasada Bauer Haus

## Zrealizowane projekty według koncepcji Hundertwassera
- KunsthausWien (1989–91)
- Hotel Rogner Bad Blumau (1990–97)
- Stacja benzynowa Bad Fischau (1989–90)
- Bad Soden am Taunus (1990) w Niemczech
- przedszkole Heddernheim-Nord (we Frankfurt am Main)
- Zielona cytadela Magdeburg (wraz z Heinzem M. Springmann)
- "Hundertwasser-Turm" w Abensbergu.

Pelikan współpracował również z Arikem Brauer oraz Gottfriedem Kumpf.

## Literatura
- Robert Schediwy: Hundertwassers Häuser - Dokumente einer Kontroverse über zeitgemäße Architektur, Wien 1999, Interview z Peterem i Erika Pelikan